# Die Königin von Saba
Die Königin von Saba ist eine Oper in vier Akten von Karl Goldmark. Das Libretto stammt von Salomon Hermann von Mosenthal und basiert auf dem 1. Buch der Könige (Kapitel 10). Die Oper wurde am 10. März 1875 in der Wiener Hofoper uraufgeführt. Sie war eine der erfolgreichsten Opern des späten 19. Jahrhunderts.

## Handlung

### Erster Akt
Halle in König Salomons Palast

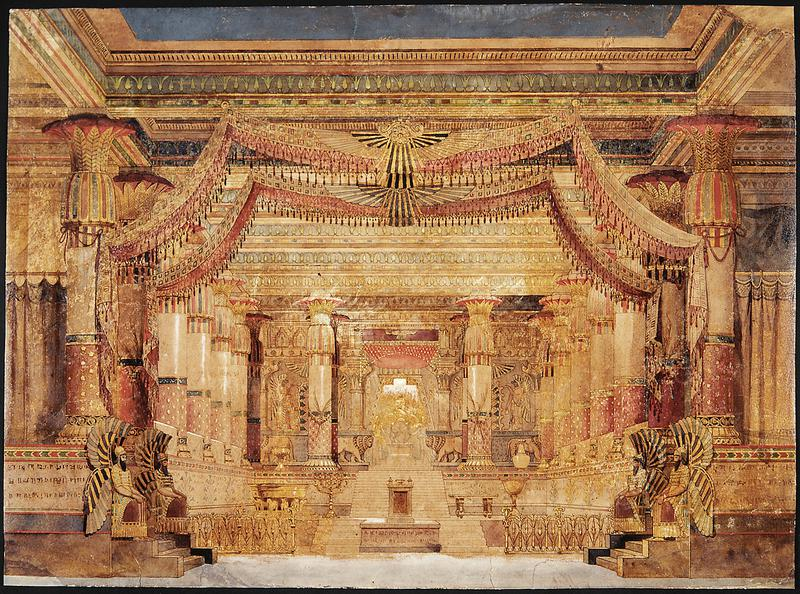
Bühnenbild von Johann Kautsky

Sulamith, die Tochter des Hohepriesters, soll Assad heiraten, einen „Liebling“ König Salomons, der in dessen Auftrag die Königin von Saba begleitet. Als Sulamith ihren Bräutigam begrüßt, weicht dieser erschreckt zurück. Auf Nachfragen seines Vaters gibt er zu, eine Gefährtin seiner Braut beim Baden belauscht zu haben. Er habe dieser Frau seine Liebe gestanden, und diese habe sie auch erwidert.
Die Königin von Saba erreicht den Palast, und als sie zur Begrüßung ihren Schleier ablegt, erkennt Assad in ihr seine unbekannte Geliebte. Als er dies kundtut, erklärt die Königin öffentlich, Assad nicht zu kennen, worauf dieser verwirrt und traurig den Festsaal verlässt. Salomon tröstet ihn mit dem Hinweis auf seine Braut Sulamith.

### Zweiter Akt
Phantastischer Garten mit Zedern, Palmen und Rosensträuchern, aufsteigender Mond
Die Königin von Saba sucht heimlich Assad auf, der traurig im Garten des Palastes sitzt. Sie versichert ihm erneut ihre Liebe, flüchtet aber, als sich die Palastwache nähert. Diese bemerken die Königin nicht und sehen nur Assad still und traurig im Garten sitzen.
Tempel
Während eines heiligen Ritus opfert Sulamith zwei weiße Tauben, um Gott für ihre bevorstehende Vermählung gnädig zu stimmen. Als Assad von seinem Vater in den Tempel geführt wird, erkennt dieser wiederum die anwesende Königin von Saba und wirft sich ihr zu Füßen. Da diese ihn erneut verleugnet, verfällt Assad in Raserei und schändet den Tempel, in dem er der Königin als Göttin huldigt. Er wird von der Tempelwache verhaftet und vor den Richter geschleppt.

### Dritter Akt
Festhalle
Zu Ehren der Königin findet ein Fest statt. Sie setzt sich bei Salomon für Assads Begnadigung ein. Doch erst, als auch Sulamith um sein Leben fleht, verzichtet Salomon auf ein Todesurteil und verbannt ihn an den Rand der Wüste, wohin ihm Sulamith folgen darf.

### Vierter Akt
Rand der Wüste
Die Königin von Saba rastet auf der Heimreise in einer Oase. Ihre Leibwache findet den in der Wüste herumirrenden Assad und bringt ihn zu ihr. Doch nun erkennt dieser das wahre Gesicht seiner Geliebten und verflucht sie. Die Königin von Saba lässt ihn in der Oase zurück.
Einsam trauert Assad, als ein gewaltiger Sturm losbricht. Mitten in seiner Verzweiflung erscheint plötzlich Sulamith, die ihren Geliebten überall gesucht hatte. Sie verzeiht ihm, und mit einem dankbaren Lächeln stirbt er in ihren Armen.

## Instrumentation
Die Orchesterbesetzung der Oper enthält die folgenden Instrumente:
- Holzbläser: drei Flöten (3. auch Piccolo), zwei Oboen, Englischhorn, zwei Klarinetten, Bassklarinette, zwei Fagotte
- Blechbläser: vier Hörner, drei Trompeten, drei Posaunen, Tuba
- drei Pauken, Schlagzeug: Große Trommel, Becken, zwei Kleine Trommeln, hängendes Becken, Triangel, Glöckchen, Amboss
- zwei Harfen
- Streicher (bis zu 14-fach geteilt)
- Bühnenmusik: zwei Altposaunen, zwei Tenorposaunen, zwei Bassposaunen, Tuba, Schlagzeug (Tamburin, Triangel, Tamtam), sechs Harfen ad libitum

## Werkgeschichte

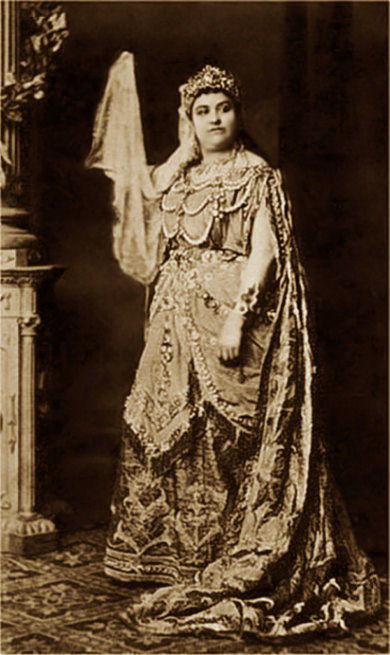
Amalie Materna als Königin von Saba, vermutlich Wien 1875

Die Uraufführung an der Wiener Hofoper war mit Amalie Materna in der Titelpartie, Marie Wilt als Sulamith und Gustav Walter als Assad luxuriös besetzt. Goldmarks erste Oper erfuhr bald danach weltweite Aufmerksamkeit und wurde zu einer der erfolgreichsten Opern des ausgehenden 19. Jahrhunderts. Der Erfolg des Werks ist sowohl durch das damals populäre Orientsujet (vgl. auch Salome von Richard Strauss) als auch durch die Musik begründet, die sich an wesentliche Strömungen des 19. Jahrhunderts (Giacomo Meyerbeer, Richard Wagner u. a.) anlehnt. Erheblichen Anteil am Erfolg hatte auch die Sängerin der Titelpartie, die damals in Wien bereits äußerst beliebte Amalie Materna. Das Werk wurde bis in die späten 1920er Jahre bei großer Beliebtheit aufgeführt. Mit der nationalsozialistischen Rassenpolitik verschwand die Oper des jüdischen Komponisten jedoch fast gänzlich von den Spielplänen der Opernhäuser. Nur in Budapest hat die Oper auch nach dem Zweiten Weltkrieg eine gewisse Popularität behalten.

„‚Die Königin von Saba‘ ist eine von edler Melodik erfüllte bühnenwirksame Oper mit herrlichen Kantilenen, gewaltigen Chorszenen und plastischer Darstellung der Charaktere.“

„Seine [Goldmarks] an Meyerbeer erinnernde Skrupulosität, Kehrseite eines Minderwertigkeitskomplexes, lässt das Werk mehr in einzelnen Schönheiten als im szenisch-musikalischen Gesamtzusammenhang glänzen. Es wirkt wie eine etwas befremdliche Mischung aus Tannhäuser und Die Afrikanerin.“

## Aufnahmen / Tonträger
- Hungaroton Classic LTD., 1997 HCD 12179-81
- BJR; Gala GL 100.620